# 6117 Brevardastro
A 6117 Brevardastro (ideiglenes jelöléssel (6117) 1985 CZ1) a Naprendszer kisbolygóövében található aszteroida. Henri Debehogne fedezte fel 1985. február 12-én.